# 3094 Chukokkala
A 3094 Chukokkala (ideiglenes jelöléssel 1979 FE2) a Naprendszer kisbolygóövében található aszteroida. Nyikolaj Sztyepanovics Csernih fedezte fel 1979. március 23-án.